# Barbara Zehnpfennig
Barbara Zehnpfennig (* 23. April 1956 in Köln) ist eine deutsche Politikwissenschaftlerin. Ihre Arbeitsschwerpunkte sind antike und politische Philosophie.

## Leben
Nach dem Studium der Philosophie, Soziologie, Germanistik und Geschichte in Berlin wurde Barbara Zehnpfennig 1983 mit einer Arbeit über Platon und Fichte promoviert. 1999 habilitierte sie sich an der Helmut-Schmidt-Universität der Bundeswehr in Hamburg mit einer Arbeit über Hitlers Mein Kampf. Von 1984 bis 1991 lehrte sie an der Freien Universität Berlin und der Hochschule der Künste in Berlin. Von 1991 bis 1999 nahm sie eine Lehrtätigkeit an der Helmut-Schmidt-Universität der Bundeswehr in Hamburg wahr. Von 1999 bis zu ihrer Emeritierung 2022 hatte Zehnpfennig eine Professur für Politische Theorie und Ideengeschichte an der Universität Passau inne. 2017 wurde sie zum Mitglied der Bayerischen Akademie der Wissenschaften ernannt. Zehnpfennig ist Trägerin des Bundesverdienstkreuzes am Bande.

## Arbeitsgebiete
Zehnpfennigs Lehr- und Forschungsschwerpunkte sind die antike Philosophie, US-amerikanisches Verfassungsdenken, Totalitarismustheorie und speziell der Nationalsozialismus in theoretischer und ideengeschichtlicher Perspektive. Sie ist Mitherausgeberin der Zeitschrift für Politik, Vorstandsmitglied im Forschungsinstitut für Philosophie Hannover und Mitglied des wissenschaftlichen Beirats der Gedenkstätte „Runde Ecke“ in Leipzig. Bis 2015 war Zehnpfennig langjährige Vorsitzende der Deutschen Gesellschaft zur Erforschung des politischen Denkens (DGEPD), im Anschluss wechselte sie in deren Beirat. Darüber hinaus ist sie Gründungsmitglied des Bayerischen Zentrums für Politische Theorie (BayPol), in dessen Promotionskolleg sie an der wissenschaftlichen Leitung mitwirkt. Ebenfalls bis 2015 war Zehnpfennig eine der Herausgeberinnen des Jahrbuchs Politisches Denken.
Zehnpfennig war Mitglied des Stiftungs-Beirates der Stasiopfer-Gedenkstätte Hohenschönhausen. 2018 trat sie wegen der Entlassung des Direktors  Hubertus Knabe zusammen mit Freya Klier und Heidi Bohley unter Protest zurück.

## Schriften
- Reflexion und Metareflexion bei Platon und Fichte. Ein Strukturvergleich des Platonischen „Charmides“ und Fichtes „Bestimmung des Menschen“ (= Symposion. Band 82). Alber, Freiburg/München 1987, ISBN 3-495-47619-9.
- Platon zur Einführung. Junius, Hamburg 1997, ISBN 3-88506-947-4; 2. überarbeitete und erweiterte Auflage ebd. 2001, ISBN 3-88506-348-4.
- Hitlers Mein Kampf. Eine Interpretation. Fink, München 2000, ISBN 3-7705-3533-2.
- Adolf Hitler: Mein Kampf. Weltanschauung und Programm. Studienkommentar. Fink, Paderborn 2011, ISBN 978-3-8252-3469-0.
- (Hrsg.): Die „Politik“ des Aristoteles. Nomos, Baden-Baden 2012, ISBN 978-3-8329-4106-2.
- mit Frank-Lothar Kroll (Hrsg.): Ideologie und Verbrechen. Kommunismus und Nationalsozialismus im Vergleich. Fink, München 2013, ISBN 978-3-7705-5639-7.
- mit Hendrik Hansen (Hrsg.): Die Prägung von Mentalität und politischem Denken durch die Erfahrung totalitärer Herrschaft. Nomos, Baden-Baden 2016, ISBN 978-3-8329-7334-6.
- (Hrsg.): Politischer Widerstand. Allgemeine theoretische Grundlagen und praktische Erscheinungsformen in Nationalsozialismus und Kommunismus. Nomos, Baden-Baden 2017, ISBN 978-3-8487-3355-2.
- (Hrsg.): Die Sophisten. Ihr politisches Denken in antiker und zeitgenössischer Gestalt. Nomos, Baden-Baden 2019, ISBN 978-3-8487-1451-3.

Übersetzungen und Herausgaben
- Platon: Phaidon. Griechisch-deutsch. Meiner, Hamburg 1991, ISBN 3-7873-0960-8; 2. durchgesehene Auflage ebd. 2007, ISBN 978-3-7873-1859-9.
- Alexander Hamilton, James Madison & John Jay: Die Federalist Papers. Wissenschaftliche Buchgesellschaft, Darmstadt 1993, ISBN 3-534-12077-9; Beck, München 2007, ISBN 978-3-406-54754-6.
- Platon: Symposion. Griechisch-deutsch. Meiner, Hamburg 2000, ISBN 3-7873-1445-8; 2. durchgesehene Auflage ebd. 2012, ISBN 978-3-7873-2404-0.
- Karl Marx: Ökonomisch-philosophische Manuskripte. Meiner, Hamburg 2005, ISBN 3-7873-1682-5.